# Västra skäret (Kökar, Åland)
Västra skäret är en ö i Åland (Finland). Det ligger i Skärgårdshavet och i kommunen Kökar i landskapet Åland, i den sydvästra delen av landet. Ön ligger omkring 64 kilometer sydöst om Mariehamn och omkring 220 kilometer väster om Helsingfors.
Öns area är 7,9 hektar och dess största längd är 390 meter i sydöst-nordvästlig riktning.